# 八ツ墓村
『八ツ墓村』（やつはかむら）は1951年に東映京都撮影所で製作、東映で配給された日本映画。横溝正史の『八つ墓村』最初の映画化作品。片岡千恵蔵版金田一耕助シリーズの第3作。監督・松田定次、脚本・比佐芳武。後の東映社長・岡田茂の三本目のプロデュース作。
東映は片岡千恵蔵を主役とする「金田一耕助シリーズ」を6作制作し、本作は『三本指の男』『獄門島』に続く第3作。6作のうち比佐芳武が脚本に関わった5作は、原作を読んでいる観客の意表を衝くという意図で犯人を原作と変更しており、本作『八ツ墓村』では原作に登場しない人物を犯人に仕立てている。製作当時の『キネマ旬報』に「探偵映画」と書かれており、読売新聞の広告に「東映探偵巨編 犯人は誰か？」と大きく書かれたものがあるため、原作とは別に映画を観て観客に犯人を当ててもらうのが売りだったと見られる。
プリントは現存しないとされ、シナリオのみ二松學舍大学の「横溝正史旧蔵資料」に所蔵されている。

## 原作との変更点
シナリオと完成映画は必ずしも同じではないが、プリントは現存しないため照合も不可能で、原作との変更点もシナリオでの判別となるが、シナリオは原作からかなりの変更が見られる。
岡山県の山村・八ツ墓村に、田治見家の後継者の田治見辰弥が帰って来た。実は辰弥の正体は、金田一耕助だった。本物の辰弥より八ツ墓村に不穏な動きがあると相談を受け、辰弥になりすまして八ツ墓村の調査に来たのである。辰弥の予想通り、連続殺人事件が起こり、金田一は磯川警部や助手の白木静子（里村典子と旧知という設定）の協力も得て犯人を突き止める。映画の最後になって本物の田治見辰弥が姿を現し、陰ながら金田一の捜査に協力していたことを明かすどんでん返しがある。
犯人は原作に登場しない人物・神主の笹塚英介（久弥や辰弥の従兄弟）に変更され、動機は「田治見家の財産と春代を手に入れようとした」と説明される。落盤はダイナマイトにより人為的に起こされ、誰かが閉じ込められる結果にはならず単に財宝が発見される。
なお、春代は里村愼太郎の婚約者という設定であり、大伯母は双生児ではなく小竹1人だけである。また、久野医師に代わる医師の被害者として高野医師が登場し、鍾乳洞内ではなく八墓明神の社殿で死体となって発見される。

## キャスト
- 金田一耕助 - 片岡千恵蔵
- 白木静子 - 相馬千恵子
- 田治見春代 - 御園裕子
- 野々宮荘吉 - 進藤英太郎
- 笹塚英介 - 原健作
- 田治見久彌 - 信欣三
- 野々宮美也子 - 朝雲照代
- 里村典子 - 千秋みつる
- 濃茶の巫子 - 千石規子
- 森吉蔵 - 戸上城太郎
- 磯川（警部） - 大友柳太郎
- 高野の妻 - 松浦築枝
- 田治見小竹 - 毛利菊枝
- 田治見辰彌 - 植村進

## スタッフ
- 監督 - 松田定次
- 企画 - 岡田茂
- 脚本 - 比佐芳武、高岩肇
- 原作 - 横溝正史「八つ墓村」
- 撮影 - 川崎新太郎
- 音楽 - 深井史郎
- 美術 - 角井平吉

## エピソード
- 本作に主演する片岡千恵蔵は1949年に大映から東横映画へ移籍し、1951年4月に東横映画が太泉映画と東京映画配給と合併し東映が設立され、そのまま重役スターとして東映に所属した。しかし、本作クランクイン前の1951年9月末、原因は不明だが東映退社を決意し上京した[2]。本シリーズは片岡千恵蔵の当たり役として定着していたため、千恵蔵が退社したら当然企画自体が流れる可能性もあり、何よりこれから始まる東映の前途にも関わる重大事で[2]、本作企画者である岡田茂は、東京本社のマキノ光雄専務から急電を受け、急遽、松田定次監督、川崎新太郎カメラマンと上京した。東京に着くなり、取るものも取りあえず築地の千恵蔵の宿舎に駆け付けたが、千恵蔵は岡田たちの前で、ポツポツと独特の話し方で心境を披瀝し、退社の決意は最早動かせないものと岡田たちは悟った。千恵蔵はその夜、大川博社長と会談を持つと伝えられたが、事の重大性に気が動転した。合流したマキノ光雄が腕組みをして瞑目したまま、悲愴な顔で一語も発せず。一睡も出来ず一夜が明け、翌朝、大川社長から、当時芝田村町にあった飛行館（現在の西新橋、航空会館）の東映本社に岡田たちは呼ばれ、千恵蔵慰留の報告を聞き、一同胸を撫で下ろした[2]。大川社長は早速、本作の予算表を提示し、11月一週封切を目標に製作スケジュールを決定し、これを実施してくれと指示した[2]。京都に帰ると撮影所から製作スケジュールを無断で勝手に決めたと非難囂々。脚本は遅れ難問題が山積する悪条件で撮影が開始され、我武者羅に強行スケジュールを敢行し、最後には雨中で敢然とカメラを廻す悪条件ながら映画は完成。岡田は嬉しくて涙を流した。本作の封切日だった1951年11月2日付けで、岡田は入社4年目、弱冠27歳ながら、京都撮影所製作課長に就任した[2][8][9][10]。撮影所製作課長といえば撮影現場の総指揮者で[8]、撮影現場のベテラン中のベテラン、50歳以上でないと出来ないといわれたポジションだったが[8]、製作課で一番年下の岡田が就いた[8][10]。以降、大川社長の厳命を受け、岡田が東映の全ての映画の予算を握り[11]、徹底した予算主義を敷き[12]、撮影現場を仕切った[13]。